# Gmina Torgu
Gmina Torgu (est. Torgu vald) – gmina wiejska w Estonii, w prowincji Sarema; leży w południowej części półwyspu Sõrve.
W skład gminy wchodzą:
- 22 wsie: Hänga, Iide, Jämaja, Kaavi, Kargi, Karuste, Kaunispe, Laadla, Lindmetsa, Lõupõllu, Läbara, Lülle, Maantee, Mõisaküla, Mõntu, Mäebe, Mässa, Ohessaare, Soodevahe, Sääre, Tammuna, Türju.